# Grifón (hijo de Carlos Martel)
Grifón (726–753) fue el hijo del mayordomo franco Carlos Martel y su segunda esposa, Swanahilde de Baviera.
Tras la muerte de Carlos Martel podía haberse previsto una división del poder entre Grifón y sus medio hermanos Pipino el Breve y Carlomán. Grifón, considerado ilegítimo por Pipino y Carlomán, fue atraído a una trampa por sus medio hermanos y lo pusieron preso en un monasterio.
Al escaparse en 747, su tío-abuelo materno el duque Odilón de Baviera proporcionó apoyo y asistencia a Grifón, pero cuando Odilón murió un año después y Grifón intentó tomar el ducado de Baviera para sí mismo, Pipino, quien se había convertido en mayordomo único del Imperio franco (merovingio) cuando Carlomán renunció y se retiró a un monasterio, emprendió una acción decisiva invadiendo Baviera e instalando al hijo pequeño de Odilón, Tasilón III, como duque bajo la soberanía franca. Grifón siguió con su rebelión, pero con el tiempo acabó muerto, en la batalla de Saint-Jean-de-Maurienne en 753, mientras Pipino se convirtió en rey de los francos como Pipino III en 751.